# 3-D Bowling
3-D Bowling is een bowling-computerspel van Meadows Games, Inc. uit 1978 uitgebracht voor Arcade. Ondanks de naam doet vermoeden, worden er geen echte 3D-computergraphics gebruikt, maar een eenvoudige vorm van lijnperspectief.

## Spelverloop
De speler bestuurt een mannetje met de pijltjestoetsen. Het mannetje neemt automatisch een bowlingbal die uit de goot komt. Met de linker- en rechterpijltjestoetsen kan de speler het mannetje horizontaal bewegen waarbij de figuur ook uitkijkt in de aangeduide richting. Met de opwaartse pijltjestoets kan hij het mannetje richting de kegels doen kijken. Dan drukt de speler op de "gooi"-knop en rolt de bal naar de kegels. De geraakte kegels vallen daarna om. Indien geen strike wordt gegooid, speelt de speler met een volgende bal. Er zijn tien spelrondes.
Verder is het spel zeer simplistisch: er kan niet gekozen worden om een effect toe te passen op de bal, elke bal wordt met dezelfde kracht gegooid, elke bal is van hetzelfde gewicht...